# Morro de la Agujerada
El Morro de la Agujerada es una elevación rocosa ubicada en la isla de Gran Canaria ―Canarias, España―, siendo el punto de mayor altitud de la misma con 1957 metros sobre el nivel del mar.
Aunque tradicionalmente se consideraba que el Pico de las Nieves era la máxima altitud de la isla, mediciones modernas constataron que en realidad esta se alcanzaba en el cercano Morro de la Agujerada. La altitud del Morro hace de Gran Canaria la tercera isla más alta del archipiélago canario, tras Tenerife y La Palma.

## Toponimia
Su nombre es puramente descriptivo, ya que hace alusión al arco que la erosión ha formado en el lomo que une la propia formación rocosa con el Pico de las Nieves.
En el habla popular de Canarias se denomina morro a «una elevación puntual de roca que queda generalmente de la erosión de relieves alomados», mientras que en la isla de Gran Canaria se denomina agujerada a los agujeros que traspasan una masa rocosa de un lugar a otro.

## Características
El Morro de la Agujerada es un promontorio rocoso próximo al propio Pico de las Nieves, localizándose en el reborde de la gran depresión o caldera volcánica de Tirajana.
Se halla inmerso en el espacio natural protegido del monumento natural de los Riscos de Tirajana, dentro del término municipal de San Bartolomé de Tirajana.
Geología
El Morro está compuesto por materiales brechoides originados probablemente a partir de erupciones ignimbríticas y procesos de tipo nube ardiente emitidos desde un centro eruptivo de tipo estratovolcán durante la Serie Volcánica II o Roque Nublo de la formación de la isla de Gran Canaria, de entre 4,4 y 3,4 millones de años. La erosión posterior le confirió la típica forma de peñasco o roque que posee.
Vegetación
Al tratarse de un sustrato rocoso, la vegetación es escasa. En la vertiente oriental aparecen ejemplares de pino canario Pinus canariensis fruto de repoblaciones forestales realizadas en la década de 1950. Por otra parte, en la vertiente occidental se desarrollan comunidades naturales como el escobonal del sur de Gran Canaria dominado por el escobón Chamaecytisus proliferus, acompañados de la magarza de cumbre Argyranthemum adauctum, el poleo Bystropogon origanifolius y la salviablanca de cumbre Sideritis dasygnaphala. También se encuentran comunidades rupícolas de bea dorada Aeonium aureum y flor de piedra Aeonium simsii.
En los riscos del entorno del Morro de la Agujerada se hallan además ejemplares de la mosquera de Tirajana o mata de risco Globularia sarcophylla, especie en peligro crítico de extinción.

## Galería

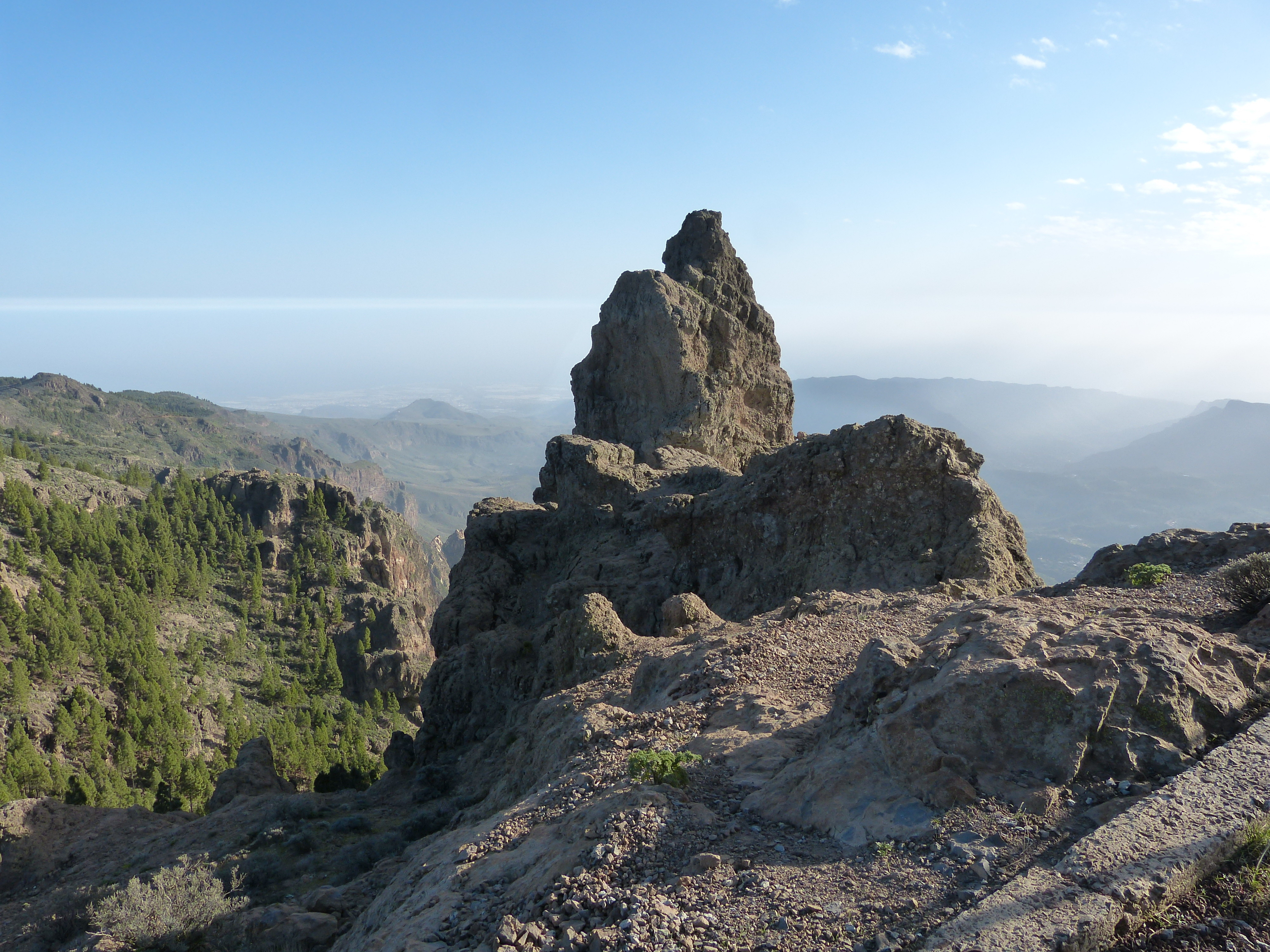
Vista del Morro de la Agujerada desde el Pico de las Nieves.
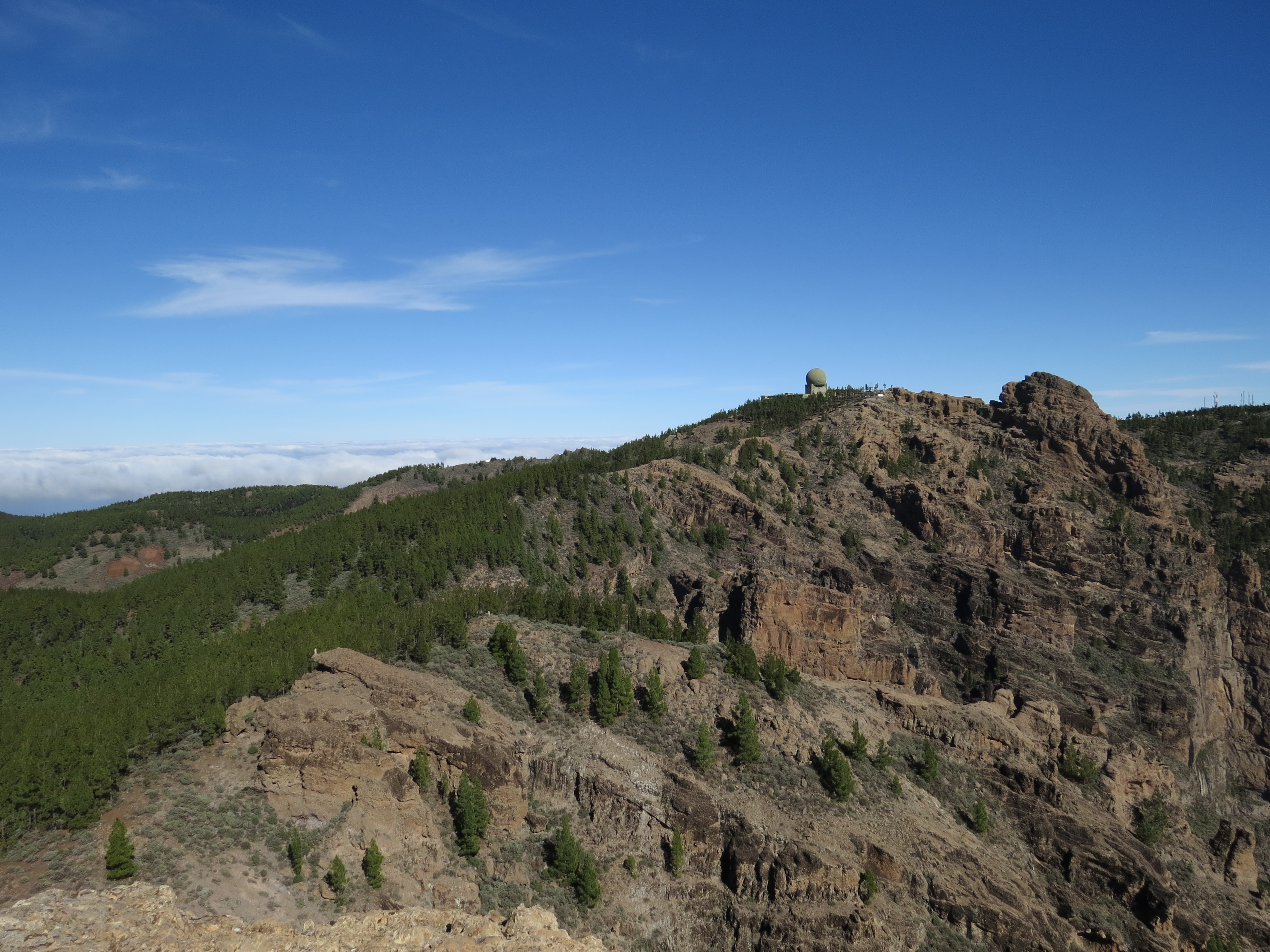
La cumbre central de Gran Canaria, con el Morro de la Agujerada y el Pico de las Nieves a la derecha.
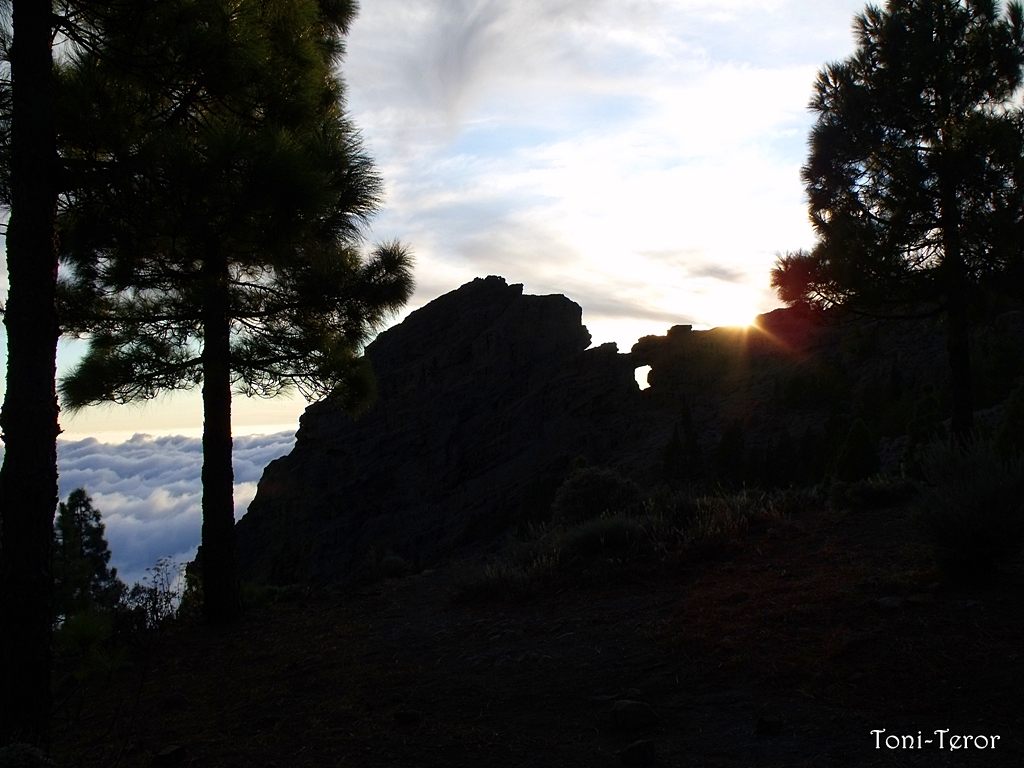
Imagen donde se aprecia el arco natural que da nombre al morro.